# Хаким, Кэтрин
Кэтрин Хаким (англ. Catherine Hakim, род. 30.05.1948) — британская социолог, специализирующаяся по женскому вопросу. Автор многих работ. Доктор.
В 1989—1990 гг. директор ESRC Data Archive.
В 1990—2012 гг. старший научный сотрудник Лондонской школы экономики, работала на кафедре социологии. Затем в Центре политических исследований (Centre for Policy Research) в Лондоне и Берлинском общественно-научном центре WZB (en:WZB Berlin Social Science Center).
В настоящее время сотрудник аналитического центра (think tank) Civitas в Лондоне.
Член редколлегий научных журналов.
Автор более десяти книг, в том числе учебников, и ста статей.